# Klockgnagbi
Klockgnagbi (Hoplitis mitis) är ett solitärt (det vill säga icke samhällsbildande) bi i familjen buksamlarbin.

## Utseende
Klockgnagbiet är ett förhållandevis litet bi med en kroppslängd på 7 till 9 mm och svart grundfärg. Ögonen är ljusblå. Unga individer har kort, rödbrunaktig päls på mellankroppen, men den slits och bleknar snabbt bort. Tergiternas bakkanter har vita fransar. Sternit 2 har en artkarakteristisk, spetsig tagg.

## Ekologi
Klockgnagbiet lever på torrängar, framför allt blåklockerik alvarmark, i bergsområden samt i skogar och skogsbryn. Arten är, som det svenska trivialnamnet antyder, specialiserad på blåklockor som födoväxter. Speciellt liten blåklocka (Campanula rotundifolia) favoriseras. Arten flyger från juni till början av augusti.

### Fortplantning
Honan bygger sina larvbon i hål i murar och klippor, under stenar, bland grästuvor och vissna löv samt i övergivna bon av andra bin. Ett bo kan ha från 1 till 12 konformade larvceller, som konstrueras av löv och lövbitar. Boöppningen tillsluts av en propp av tuggat löv, ibland förstärkt med sandkorn.

## Utbredning
Arten finns på europeiska kontinenten (den saknas på Brittiska öarna och Island) och österut till Mongoliet och Jakutien, främst i högländer. I Sverige finns arten på Öland, Gotland samt i viss mån i östra Småland. Tidigare har den även funnits i Skåne, Blekinge och möjligtvis i Närke (den sistnämnda förekomsten grundar sig dock på ett enda fynd som misstänks vara felidentifierat). Arten saknas i Finland.

## Status i Sverige
Klockgnagbiet har, som avsnittet under Utbredning antyder, minskat i Sverige. Arten var tidigare rödlistad som nära hotad ("NT"), men är numera (2018) klassificerad som livskraftig ("LC"). Orsakerna till nedgången är framför allt blomstermarkernas minskning i det moderna jordbruket.

## Taxonomi
Arten har två underarter:
- Hoplitis mitis mitis (Nylander, 1852)
- Hoplitis mitis granadae (Tkalců, 1984)[2]